# Índia Dinamarquesa

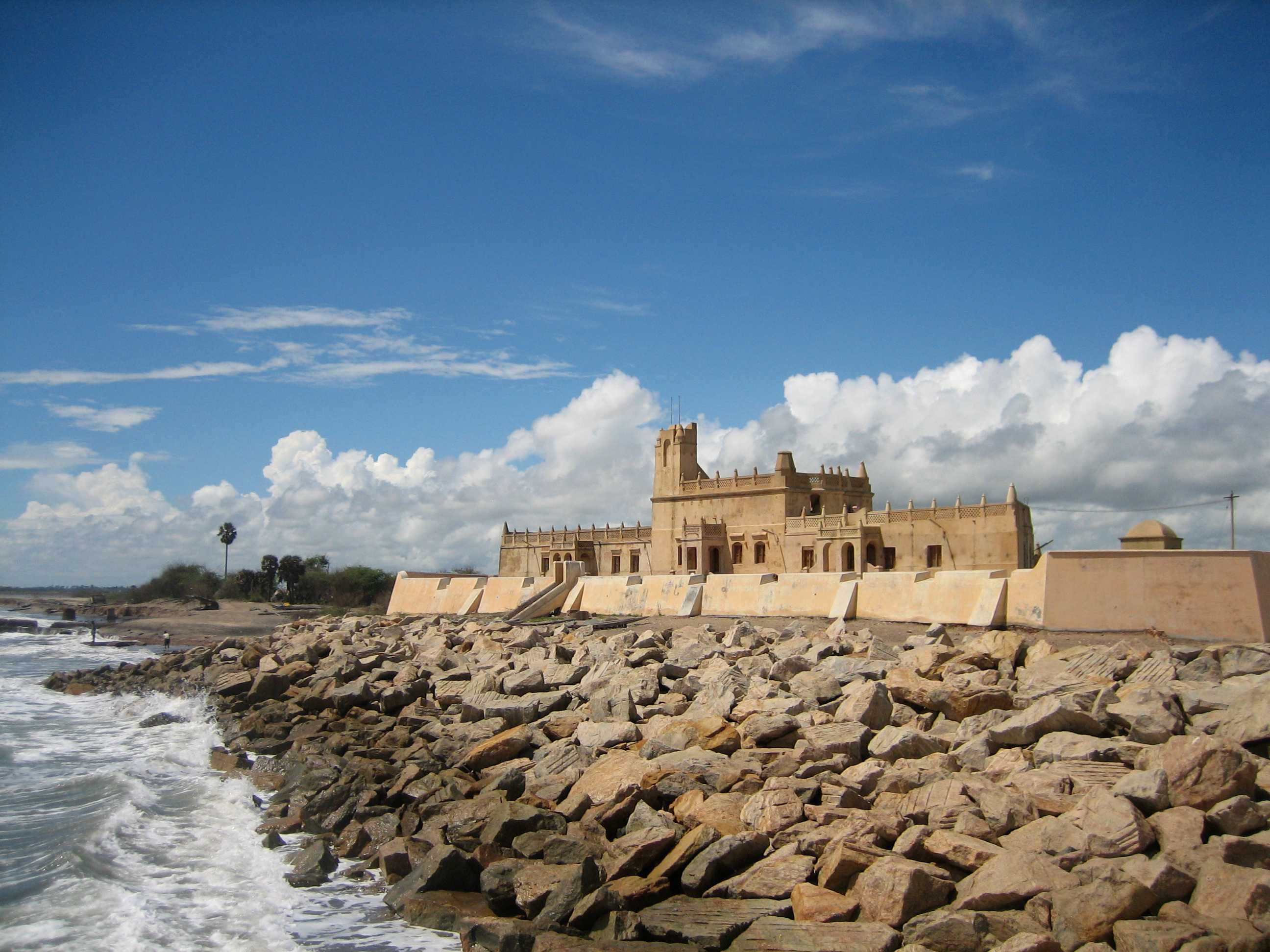
O Forte Dansborg, sede do governo da Índia Dinamarquesa.

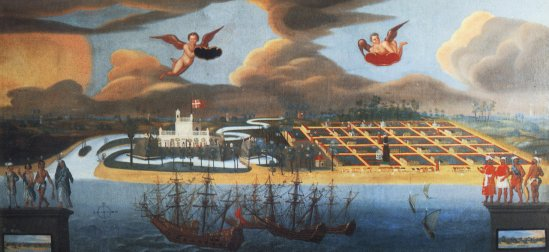
A cidade de Tranquebar no século XVII.

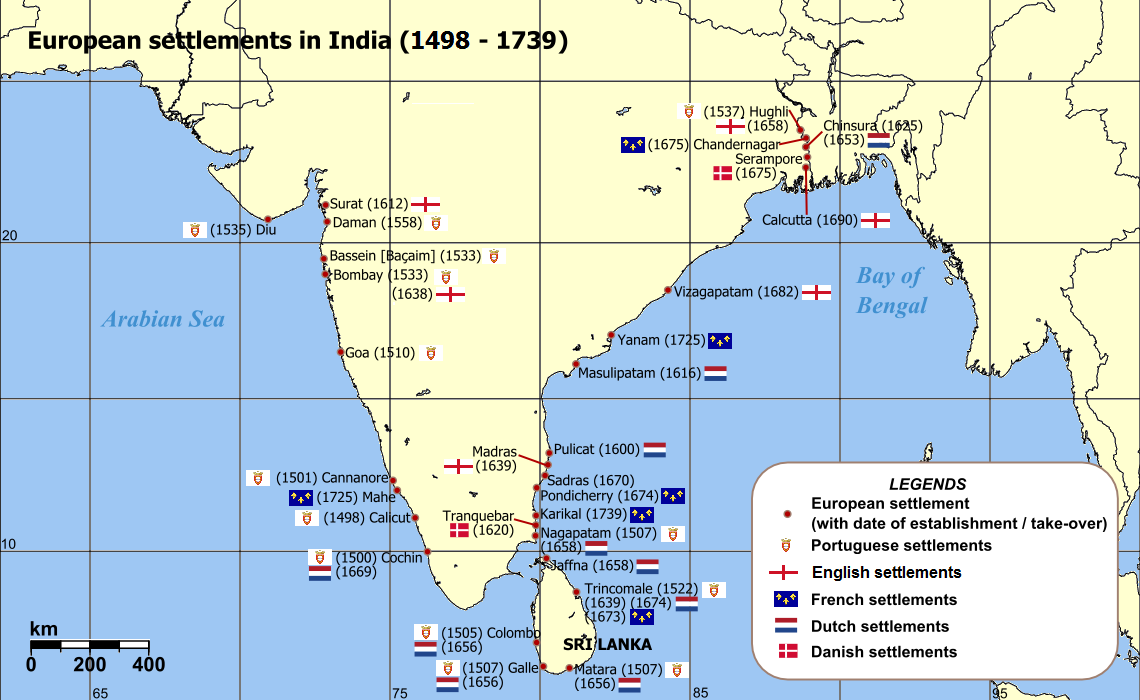
Possessões coloniais europeias na Índia.

Índia Dinamarquesa (1620-1869) é a designação dada ao conjunto de possessões coloniais dinamarquesas que existiram no subcontinente indiano. Aquelas possessões incluíram: (1) a cidade de Tranquebar, no actual estado federal de Tamil Nadu, onde se situava a capital da colónia com o Forte Dansborg como residência do governador-geral; (2) a cidade de Serampore, no actual estado federal de Bengala Ocidental; e (3) as Ilhas Nicobar, hoje parte do território federal indiano de Andamão e Nicobar.

## História
As colónias dinamarquesas na Índia foram fundadas pela Companhia Dinamarquesa das Índias Orientais, que esteve activa entre os séculos XVII e XVIII. A capital da colónia era o Forte Dansborg em Tranquebar, estabelecido em 1620, na Costa de Coromandel na sequência da expedição dinamarquesa ao Ceilão comandada pelo futuro almirante Ove Gjedde (então com apenas 24 anos). Após a fundação da colónia de Tranquebar, onde foi construído o Forte Dansborg (literalmente burgo dinamarquês), os dinamarqueses estabelecerem também vários postos comerciais nas costas da Índia, governados desde Tranquebar:
- 1696-1722, Oddeway Torre na Costa de Malabar.
- 1698-1714, Dannemarksnagore em Gondalpara, a sudoeste de Chandernagore.
- 1752-1791, Calecut.
- Outubro de 1755, Frederiksnagore em Serampore, no actual Bengala Ocidental.
- 1754-1756, as ilhas Nicobar com o nome de Frederiksøerne (ilhas Frederico, em homenagem ao rei Frederico III da Dinamarca).
- 1763, Balasore (já ocupada em 1636-1643).

Em 1779 os estabelecimentos da Companhia Dinamarquesa das Índias Orientais, por extinção desta, ficaram directamente sob a autoridade do governo dinamarquês e foram convertidos numa colónia da coroa dinamarquesa.
O fim da Índia Dinamarquesa iniciou-se em 1789, quando as ilhas Andaman deixaram de estar sob controlo dinamarquês por terem sido ocupadas pelos britânicos.
Durante as Guerras Napoleónicas, os britânicos atacaram os estabelecimentos dinamarqueses e devastaram o comércio da Companhia Dinamarquesa das Índias Orientais; entre  Maio de 1801 e Agosto de 1802 e de 1808 a 20 de Setembro de 1815 os britânicos ocuparam o Forte Dansborg e Frederiksnagore.
Terminada a guerra, as colónias dinamarquesas entraram em rápido declínio nas primeiras décadas do século XIX, o que facilitou o processo da sua transferência para os britânicas, que as foram adquirindo e incorporando na Índia Britânica: a cidade de Serampore foi vendida aos britânicos em 1839; Tranquebar e outros estabelecimentos menores foram transferidos em 1845 (Frederiksnagore a 11 de Outubro de 1845; e os outros estabelecimentos na Índia a 7 de Novembro de 1845).
A presença dinamarquesa na região terminou a 16 de Outubro de 1869, quando todos os direitos dinamarqueses nas ilhas de Nicobar, que desde 1848 tinham sido gradualmente abandonadas, foram vendidas aos britânicos.